# 叙尔尼亚克
叙尔尼亚克（法語：Sulniac，法語發音：[sylnjak]）是法国莫尔比昂省的一个市镇，位于该省中南部偏东，属于瓦讷区。

## 地理
叙尔尼亚克（47°40'32"N, 2°34'18"W）面积27.92 平方千米，位于法国布列塔尼大區莫尔比昂省，该省份为法国西北部沿海省份，位于布列塔尼半岛南部，北起阿摩尔滨海省、西接菲尼斯泰尔省，南濒大西洋，东南接大西洋卢瓦尔省，东临伊勒-维莱讷省。
与叙尔尼亚克接壤的市镇（或旧市镇、城区）包括：埃尔旺、拉弗赖克鲁瓦、凯斯唐贝尔、贝里克、洛扎克、特雷夫莱昂、泰克斯-努瓦亚洛。

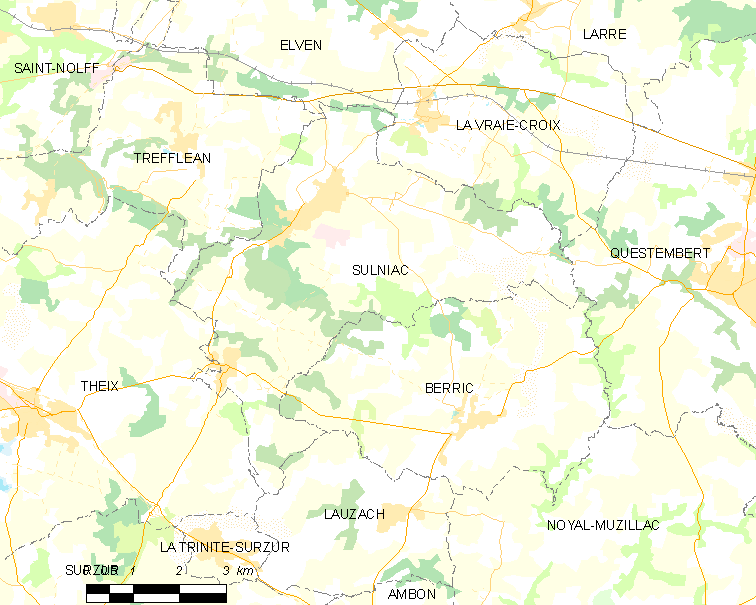
叙尔尼亚克的OSM定位图

叙尔尼亚克的时区为UTC+01:00、UTC+02:00（夏令时）。

## 行政
叙尔尼亚克的邮政编码为56250，INSEE市镇编码为56247。

## 政治
叙尔尼亚克所属的省级选区为凯斯唐贝尔县。

## 人口

1962-2008年间叙尔尼亚克人口变化图示

叙尔尼亚克于2022年1月1日时的人口数量为3847人。